# 伊欣卡
47°10′41″N 33°14′52″E / 47.17806°N 33.24778°E
伊欣卡（烏克蘭語：Іщенка）是位於烏克蘭南部的村莊，由赫爾松州貝里斯拉夫區的大亚历山德里夫卡市镇負責管轄。該村始建於1903年，面積1.48平方公里，海拔高度67米，2001年人口273，人口密度每平方公里184.8人。